# NetBeans
In informatica NetBeans è un ambiente di sviluppo integrato (IDE) multi-linguaggio, nato nel giugno 2000 e scritto interamente in Java.
NetBeans è disponibile per Windows, macOS, Linux e Solaris. Oltre a permettere lo sviluppo in Java, dispone di estensioni per altri linguaggi come PHP, C, C++, HTML5 e JavaScript.

## Storia
La storia di NetBeans incomincia nel 1997 come Xelfi, un progetto studentesco sotto la guida della Facoltà di Matematica e Fisica alla Università Carolina di Praga. Una società fu successivamente creata attorno al progetto, pubblicando una versione commerciale dell'IDE, finché non fu acquisita nel 1999 da Sun Microsystems. Sun decise di rendere disponibili i sorgenti di NetBeans nel mese di giugno dell'anno successivo. La comunità di sviluppatori che gira attorno a NetBeans ha potuto così continuare lo sviluppo dell'IDE, grazie anche agli apporti avuti da compagnie e da sviluppatori esterni al progetto.
Nel 2010, Sun (e quindi NetBeans) è stata acquisita da Oracle Corporation. Sotto Oracle, NetBeans ha dovuto trovare una sinergia con JDeveloper, un IDE freeware che storicamente è stato un prodotto dell'azienda. Nel 2012 entrambi gli IDE sono stati ricostruiti attorno a una base di codice condivisa: la piattaforma NetBeans. Nel settembre 2016, Oracle ha presentato una proposta per donare il progetto NetBeans a Apache Software Foundation, affermando che stava "aprendo il modello di governance di NetBeans per dare ai componenti di NetBeans una maggiore voce nella direzione del progetto e nel successo futuro attraverso il prossima versione di Java 9 e NetBeans 9 e versioni successive". La mossa è stata approvata dal creatore di Java James Gosling. Il progetto è entrato nell'Incubatore Apache nell'ottobre 2016.